# Duomo di San Nicola di Bari (Termini Imerese)
Il duomo di Termini Imerese o matrice di San Nicola di Bari sorge in piazza Duomo. È la più grande delle chiese cittadine, appartenente all'arcidiocesi di Palermo, sotto il patrocinio del Beato Agostino Novello, arcipretura di Termini Imerese, parrocchia di San Nicola.

## Antica diocesi di Thermae

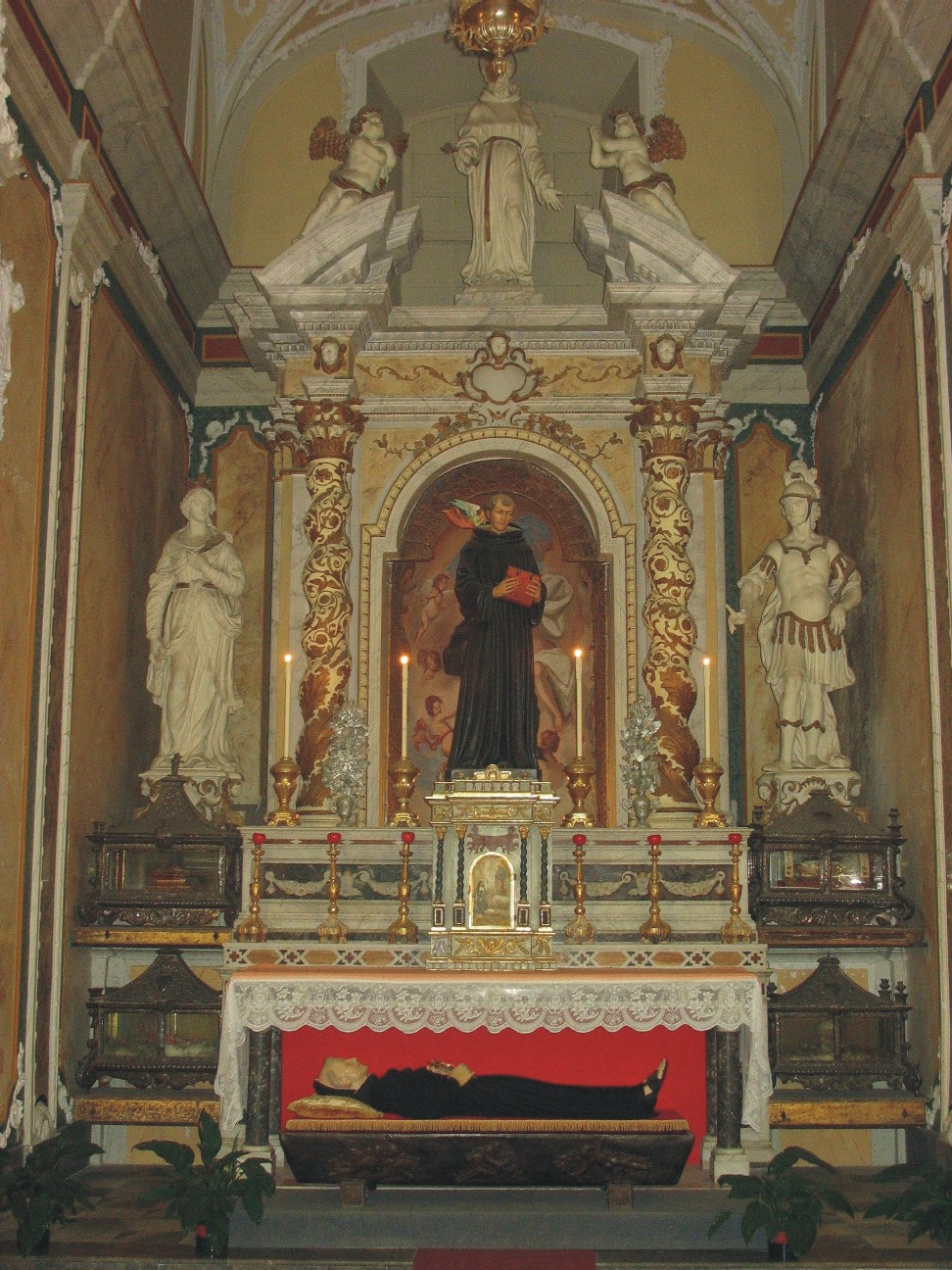
Cappella del Beato Agostino.

La diocesi di Termini Imerese è accomunata al destino delle diocesi di Mylae, Tyndaris, Tauromenion e Leontinoi, soppresse durante l'invasioni saracene in epoca araba e non più ripristinate in epoca normanna. 
Escludendo le due diocesi di Mylae e di Thermae, un'ampia porzione di territorio costituito dal litorale settentrionale dell'isola sarebbe rimasto soggetto alle sole sedi di Hyccara, Panormus e Tyndaris. Le diocesi di Cephaloedium e Lipari sono soppresse per poi essere ripristinate durante il Regno normanno di Sicilia, le diocesi di Patti e quella di Santa Lucia del Mela saranno istituite rispettivamente in epoca normanna la prima, in epoca sveva la seconda.

## Storia

### Epoca normanna
Si ignora la primitiva sede della cattedra di Termini Imerese nel primo millennio dell'era cristiana, la città fu sede vescovile 
fino all'insediamento dei Saraceni in Sicilia. Con la riconquista normanna e fino alla metà del 1400 il Duomo cittadino fu la chiesa di San Giacomo, luogo di culto consacrato da Papa Innocenzo III, tutore di Federico, proveniente da Palermo e diretto a Roma, attraverso Messina.

### Epoca sveva
Federico II di Svevia tramite l'investitura del Papa, nel ripristino dell'amministrazione religiosa, aggrega la chiesa di Termini a quella di Palermo. Al sacerdote deputato a reggerla, benché non più vescovo, spettava la nomina dei cappellani pur mantenendo le insegne vescovili.

### Epoca aragonese
Con la nomina di Enrico De Scalfani nel 1407 inizia la serie degli arcipreti. Sul finire del secolo è edificato un nuovo edificio di culto nella parte alta della città, in una posizione più centrale e meno disagiata, con la funzione di madrice e parrocchia, dedicato a Santa Maria La Nova sotto il titolo di San Nicolò. Sull'area della fabbrica della maggior chiesa insistevano due manufatti: il primitivo tempio di Santa Maria la Nuova e quello dedicato a San Paolo, entrambi costruzioni destinate alla demolizione.

### Epoca spagnola
Lo sviluppo commerciale della città e l'incremento della popolazione dettarono l'esigenza d'ingrandire il tempio. Il 30 gennaio 1604 fu affidato ad Antonio Spadafora il compito di redigere il progetto del nuovo duomo patrocinato attraverso l'obolo della pietà, le periodiche obbligazioni dei giurati, la "gabella grande sul pane" e quella sulla neve. Indirettamente tutta la cittadinanza contribuì per la realizzazione e il compimento della chiesa.
Nel 1660 furono completate le strutture e il primo ordine della facciata. Nel 1688 le opere di perfezionamento riguardarono le decorazioni in stucco delle tre absidi del transetto, lavori conclusi nel 1695. Nel 1760 seguì il restauro delle fabbriche e la riforma del cappellone. Pietro Casano da Palermo prima, Filippo Mola in seguito, ne condussero il progetto. Lo scultore Federico Siragusa, tra il 1788 e 1791, abbellì la Cappella del Santissimo Sacramento con preziosi altorilievi.

### Epoca contemporanea
Nel 1802 Giuseppe Di Garbo da Castelbuono decorò le volte a botte, della navata centrale, della crociera, mentre nelle pareti del cappellone centrale le raffigurazioni dei dodici Apostoli.
- 1922 28 ottobre, Solenne consacrazione presieduta dal cardinale Alessandro Lualdi.

## Prospetto
La facciata è ultimata nel 1912 su disegno di Ernesto Armò con l'assistenza dell'ingegnere Giuseppe Indovina, nelle nicchie laterali della facciata sono collocate quattro statue: San Giovanni Battista, San Pietro Apostolo, San Paolo Apostolo e San Giacomo Maggiore, copie degli elementi del retablo marmoreo di Giuliano Mancino e Bartolomeo Berrettaro. Gli originali sono custoditi all'interno provenienti dalla primitiva chiesa di Santa Maria la Nova.
Le tre porte sono arricchite da maestosi portali e colonne in stile composito. Sul portale centrale è collocato il gruppo marmoreo raffigurante il Beato Agostino Novello con angeli, opera di Filippo Sgarlata del 1925.
Il sagrato è cinto da un'inferriata opera di Vincenzo Chiavetta e dei figli Antonino e Nicola de 1926.

### Navata destra
- Seconda campata: Cappella della Madonna della Mazza. Nell'ambiente è collocata la statua marmorea raffigurante la Madonna della Mazza opera di Giorgio da Milano del 1487, manufatto proveniente dalla chiesa di San Vincenzo Ferreri del convento dell'Ordine dei frati predicatori.[2][3][4]
- Quarta campata: Cappella della Vergine del Ponte. Alla parete è incastonato un ovale in marmo raffigurante la Vergine del Ponte, opera di Ignazio Marabitti.[2]
- ?, Cappella dell'Immacolata. Nella nicchia dell'arco è collocata l'Immacolata, statua in legno di cipresso, opera di Francesco Quattrocchi del 1799.[2]

### Navata sinistra
- Terza campata. Presso questa cappella era documentata la Croce di Pietro Ruzzolone.[2][5]
- Sesta campata: Cappella del Crocifisso. Sull'altare il Crocifisso ligneo, opera di Giacomo Di Leo del 1520c.[2]

### Transetto
Alle spalle dell'altare maggiore è collocata la scultura raffigurante la Vergine in Trono, opera di Giuliano Mancino e Bartolomeo Berrettaro.
Il manufatto marmoreo, espressione del rinascimento siciliano, è una parte del polittico realizzato dai due artisti toscani naturalizzati siciliani, opera commissionata dai procuratori della Cappella del Sacramento della primitiva chiesa di Santa Maria la Nova negli anni compresi fra 1504 e il 1517. L'opera è consegnata in modo scomposito e in tempi successivi all'ingrandimento dell'edificio, la Nostra Donna del Soccorso seduta col bambino in grembo è già documentata da Gioacchino di Marzo nell'abside, dietro l'altare maggiore. Le figure superstiti di San Pietro Apostolo, San Paolo Apostolo, San Giacomo Maggiore e San Giovanni Battista, sono documentate malposte nel prospetto. Nelle ultime due di esse si riconosce la mano di Giuliano Mancino, la commissione è completata con lo scioglimento della società immediatamente dopo il 1517 con la morte di quest'ultimo. I manufatti disassemblati della facciata sono al presente sostituiti con copie, gli originali sono posti all'interno del tempio.
- Absidiola destra.
  - Braccio destro: Cappella del Beato Agostino Novello. L'altare presenta colonne tortili, timpano ad archi spezzati sovrapposti e sime con angioletti e la figura intermedia di San Pietro Apostolo, ai lati della mensa due statue. Sotto la mensa è collocato il corpo del beato e le reliquie di San Calogero, Santa Basilla e Santa Candida. I dipinti murali, risalenti alla seconda metà del XVII secolo, raffigurano a sinistra il Beato Agostino Novello riceve dal Papa Nicolo IV il mandato di penitenziere pontificio con la consegna della chiave a destra il Beato che consegna la veste religiosa ad un guerriero tra i nobili ed ecclesiastici presenti.
- Absidiola sinistra: Cappella del Santissimo Sacramento. Nella settecentesca cappella sono collocati altorilievi di Ignazio Marabitti realizzati con la collaborazione di Federico Siragusa.[2] Gioacchino di Marzo documenta in questa cappella, verosimilmente proveniente dalla primitiva Santa Maria la Nova, una custodia marmorea per l'eucaristia del 1513, manufatto commissionato per la Cappella del Santissimo Sacramento opera di Francesco lo Mastro.[7]
  - Braccio sinistro.
- Altare maggiore:

Al centro del presbiterio campeggia il Crocifisso dipinto, opera del pittore Pietro Ruzzolone, il "Raffaello di Sicilia", del 1484. Il manufatto reca sulla parte frontale il Cristo Crocifisso, sull'altro fronte il Cristo risorto con i simboli degli Evangelisti.
Sul diritto è raffigurato il serpente attorcigliato all'albero della conoscenza, nel capo croce il pellicano con i piccoli, in basso la Maria Maddalena, ai lati la Madonna e San Giovanni Evangelista. Nel verso è raffigurato il Risorto con il vessillo in mano sull'avello, un centurione, due angeli reggicartigli con scritte evangeliche ai lati, i simboli degli evangelisti ai capicroce con frasi tratte dai vangeli.
L'attuale sistemazione nel fondo dell'abside centrale risale al 1967, in passato l'opera era collocata sull'altare laterale della terza cappella della navata sinistra, costruito nel 1847 per accogliervi l'opera proveniente dai magazzini sottostanti la sacrestia.
Lungo le pareti dell'abside i dipinti raffiguranti gli Apostoli.

## Opere
- 1630, Madonna del latte raffigurata tra Sant'Onofrio e San Nicola, dipinto di Francesco La Quaresima, opera proveniente dalla chiesa di Maria Santissima Annunziata.
- XVII secolo, Beato Agostino Novello di Vincenzo La Barbera, dipinto proveniente dalla chiesa di Maria Santissima Annunziata.
- XVII secolo, Annunciazione, dipinto della bottega del Novelli.
- XVII secolo, Sant'Agata visitata in carcere da San Pietro, dipinto di ignoto novellesco.
- 1741, Sant'Ignazio di Loyola e San Gaetano Thiene, dipinto di Filippo Randazzo.